# انتقام اژدها
انتقام اژدها (به انگلیسی: Dragonheart: Vengeance) با عنوان اصلی: قلب اژدها: انتقام یک فیلم سینمایی ماجراجویانه و فانتزی آمریکایی-رومانیایی به کارگردانی ایوان سیلوسترینی محصول سال ۲۰۲۰ است. این سومین پیش‌درآمد مستقیم بر فیلم، اژدهادل (۱۹۹۶) محسوب می‌شود. داستان این فیلم قبل از وقایع قلب اژدها: نبرد برای قلب آتشین (۲۰۱۷) آغاز می‌شود، اما پس از آنها پایان می‌یابد. در ۴ فوریه ۲۰۲۰ در نتفلیکس، دی‌وی‌دی و دیسک بلوری منتشر شد.

## داستان
دربارهٔ جوانی کشاورز به‌نام لوکاس است که خانواده‌ش توسط مهاجمان وحشی در حومهٔ شهر کشته می‌شوند، اکنون او برای انتقام با یک اژدها و یک مزدور گروهی را تشکیل می‌دهند و…

## بازیگران
- جوزف میلسون در نقش داریوش
- جک کین در نقش لوکاس
- آرتورو موسلی در نقش شاه رضوان
- کارولینا کارلسون در نقش مار
- تام ویلیامز در نقش عقرب
- ریچارد اشتون در نقش گرگ
- راس اوهنسی در نقش خرس
- کامرون جک در نقش آهنگر
- فابین پیولینی-قلعه در نقش اوانا
- هلنا بونهام کارتر (صدا)[۴]

## فیلمبرداری
فیلمبرداری از اوایل نوامبر ۲۰۱۸ در رومانی آغاز شد و در ۵ دسامبر به پایان رسید. پس از تولید در ۲۱ سپتامبر ۲۰۱۹ به پایان رسید.

## پخش در ایران
این فیلم اولین بار در تاریخ دهم فروردین سال ۱۴۰۰ در شبکه سه جمهوری اسلامی ایران ساعت ۱۵ با عنوان انتقام اژدها به صورت دوبله پخش شد.